# Stars On Classic: The Bee Gees
A Stars On Classic: The Bee Gees című lemez a Bee Gees  együttes 1997-ben kiadott válogatáslemeze, melyen az együttes dalai komolyzenei hangszerelésben szerepelnek a Classic Dream Orchestra előadásában.

## Az album dalai
1. Massachusetts (Barry, Robin és Maurice Gibb) 1967 – 2:20
2. Ordinary Lives 1989 (Barry, Robin és Maurice Gibb) – 4:07
3. How Deep Is Your Love 1977 (Barry, Robin és Maurice Gibb) – 4:03
4. Words 1968 (Barry, Robin és Maurice Gibb) – 3:13
5. Tragedy 1979 (Barry, Robin és Maurice Gibb) – 5:03
6. Saved By The Bell 1969 (Robin Gibb) – 3:02
7. Too Much Heaven 1978 (Barry, Robin és Maurice Gibb) – 4:55
8. More Than A Woman 1977 (Barry, Robin és Maurice Gibb) – 3:14
9. First Of May 1969 (Barry, Robin és Maurice Gibb) – 2:48
10. Don’t Forget To Remember 1969 (Barry Gibb, Maurice Gibb) – 3:26
11. You Win Again 1987 (Barry, Robin és Maurice Gibb) – 3:55
12. To Love Somebody (Barry és Robin Gibb) 1967 – 3:00

## Közreműködők
- Bee Gees